# Savignone
Savignone je italská obec v provincii Genova v oblasti Ligurie.
V roce 2012 zde žilo 3 216 obyvatel.

## Sousední obce
Busalla, Casella, Crocefieschi, Mignanego, Serra Riccò, Valbrevenna

## Vývoj počtu obyvatel
Zdroj: 